# مسجد شاه‌جهان (تهته)

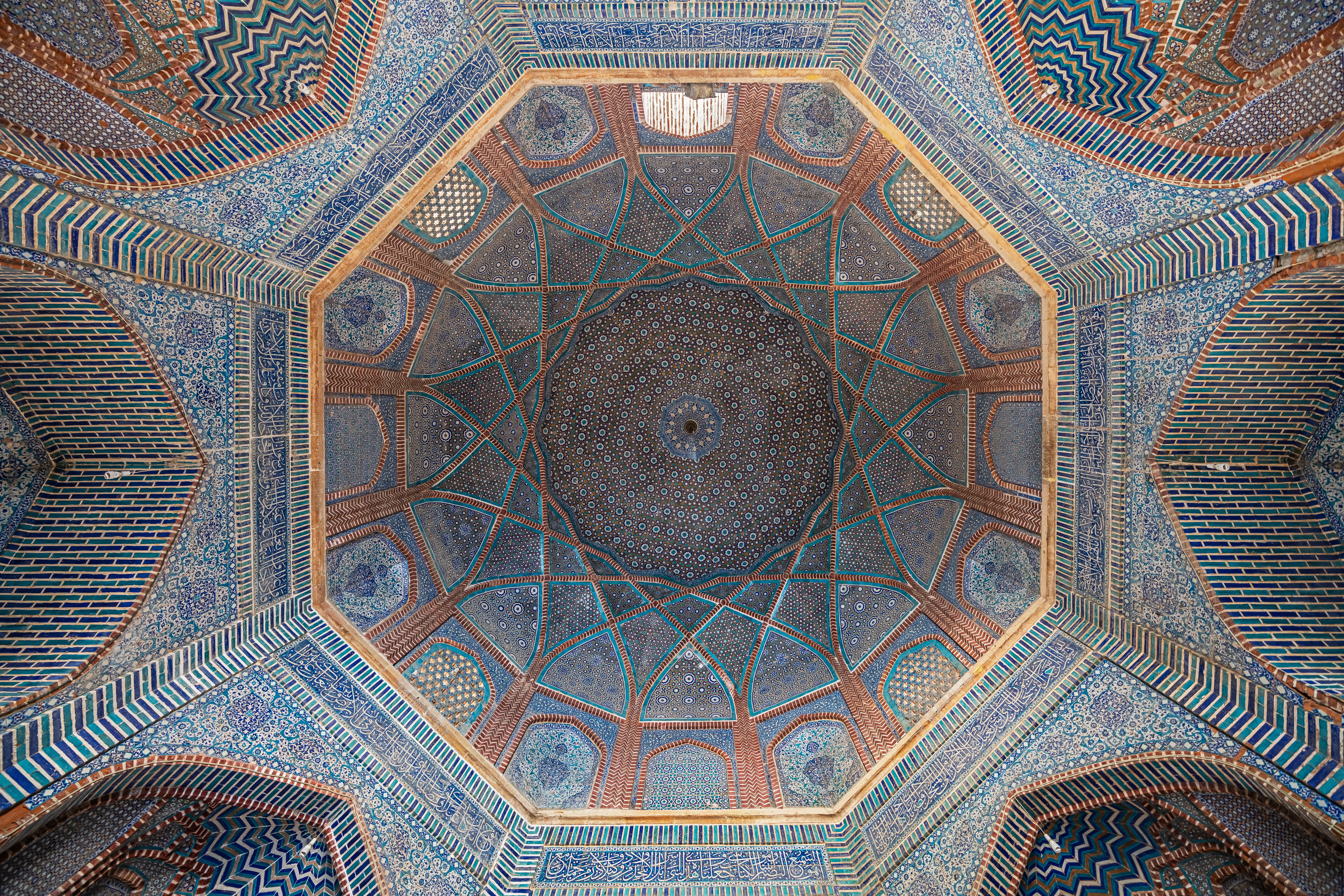
نگاره‌ای از کاشی‌های سقف و زیر گُنبد مسجد شاه‌جهان. این مسجد در زمان سلطنت شاه جهان، پنجمین امپراتور سلسله گورکانیان هند بنا نهاده شد

مسجد شاه‌جهان (اردو: شاہ جہاں مسجد) یا مسجد جامع تهته (اردو: جامع مسجد ٹھٹہ) یک بنا قرن هفدهم است که به عنوان مسجد مرکزی برای شهر تهته، ایالت سند در پاکستان واقع شده‌است. این مسجد به عنوان مهم‌ترین نمایش کاشی کاری در جنوب آسیا شناخته می‌شود. همچنین برای آجر کاری‌های هندسی آن - عنصر تزئینی ای که برای مساجد دوره گورکانی غیرمعمول است- قابل توجه است. این مسجد در زمان سلطنت امپراتور گورکانی، شاه جهان، ساخته شده‌است که به نشانهٔ قدردانی به شهر تقدیم کرد. این بنا به شدت تحت تأثیر معماری آسیای مرکزی قرار دارد که بازتاب مبارزات شاه جهان در نزدیکی سمرقند، مدت کوتاهی قبل از طراحی مسجد است.